# Бобруйський замок
Бобруйський замок — це комплекс дерев'яних оборонних та адміністративних будівель середньовічного Бобруйська.

## Історія
Існував у XIV—XVIII століттях у Бобруйську на правому березі річки Березіна. З боку річки він був захищений високим крутим схилом та 2 дерев'яно-земляними спорудами бастіонного типу, з інших боків — ровом шириною до 15 м, земляним валом з трьома редутами, на яких були дубові стіни з трьома вежами. Над укріпленими в'їзними воротами був дерев'яний міст (подвійні ворота, система залізних замків). На території замку був розташований двоповерховий будинок та господарські будівлі. За інвентарем 1638 року замок займав площу 13,5 моргів (9,6 га).
За час свого існування замок зазнав багатьох облог та руйнувань. У 1502 і 1503 роках був спустошений кримськими татарами, 1506 року неодноразово брав в облогу непокірний князь М. Глинський, у січні 1649 року замок згорів під час облоги військами гетьмана Я. Радзивілла, в березні 1655 року був спалений козаками гетьмана І. Золотаренка, 1665 року замок згорів під час чергової козацької облоги.
Населення міста відбудувало замок. Інвентар 1692 року свідчить про поступовий занепад і руйнування фортечних укріплень, внаслідок реконструкції 1692 року замок повністю втратив оборонні функції. На плані Бобруйська 1794 року сліди замку ще були чітко видні.